# Seznam biskupů ve Viviers
Seznam biskupů ve Viviers zahrnuje všechny představitele diecéze ve Viviers založené ve 4. století původně ve městě Alba-la-Romaine. Kolem roku 475 bylo sídlo přeneseno do Viviers.
- Januarius
- Septimius
- Maspicianus
- Melanius I.
- asi 407–asi 411: Avolus
- asi 411–asi 431: Auxonius
- asi 452–asi 463: Eulalius
- asi 486–asi 500: Lucianus
- asi 507: Valerius
- asi 517–asi 537: Venantius
- Rusticus
- asi 549: Melanius II.
- Eucherius
- Firminus
- Aulus
- Eumachius
- asi 673: Longin
- Jean I.
- Ardulfus
- asi 740: Arcontius
- Eribald
- asi 815: Thomas I.
- asi 833: Tengrin
- asi 850: Celse
- asi 851: Bernoin
- asi 875: Etherius
- asi 892: Rostaing I.
- asi 908: Richard
- asi 950: Thomas II.
- asi 965-asi 970: Rostaing II.
- asi 974: Arman I.
- asi 993: Pierre I.
- 1014–1041: Arman II.
- 1042–1070: Gérard
- 1073–1095: Jean II
- 1096–1119: Leodegarius
- 1119–1124: Atton
- 1125–1131: Pierre II.
- 1133–1146: Josserand de Montaigu
- 1147–1155: Guillaume I. de Franconie
- 1157–1170: Raymond d'Uzès
- 1171–1173: Robert de La Tour du Pin
- 1174–1206: Nicolas
- 1206–1220: Burnon
- 1220–1222: Guillaume II.
- 1222–1242: Bermond d'Anduze
- 1244–1254: Arnaud de Vogüé
- 1255–1263: Aimon de Genève
- 1263–1291: Hugues de La Tour du Pin
- 1292–1296: Guillaume III de Falguières
- 1297–1306: Aldebert de Peyre
- 1306–1318: Louis I. de Poitiers
- 1319–1322: Guillaume IV. de Flavacourt
- 1322–1325: Pierre III. de Mortemart
- 1325–1326: Pierre IV. de Moussy
- 1326–1330: Aymar de Bermond d'Anduze de La Voulte
- 1331–1336: Henri de Thoire-Villars
- 1336–1365: Aymar de Bermond d'Anduze de La Voulte
- 1365–1373: Bertrand de Châteauneuf
- 1373–1375: Pierre V. de Sortenac
- 1376–1382: Bernard d'Aigrefeuille
- 1382–1385: Jean III. Allarmet de Brogny
- 1385–1386: Charles-Olivier de Poitiers
- 1387–1388: Pileo del Prato
- 1388–1406: Guillaume de Ligny
- 1406–1442: Jean IV. de Linières
- 1442–1454: Guillaume-Olivier de Poitiers
- 1454–1477: Hélie de Pompadour
- 1477–1478: Giuliano della Rovere
- 1478–1497: Jean V. de Montchenu
- 1498–1542: Claude de Tournon
- 1542–1550: Charles I. de Tournon
- 1551–1554: Simon de Maillé-Brézé
- 1554–1560: Jacques-Marie Sala
- 1560–1565: kardinál Alexandre Farnèse
- 1565–1571: Eucher de Saint-Vital
- 1571–1572: Pierre VI. d'Urre
- 1573–1621: Jean VI. de L'Hostel
- 1621–1690: Louis II. de La Baume de Suze
- 1690–1713: Charles-Antoine de La Garde de Chambonas
- 1713–1723: Martin de Ratabon
- 1723: Étienne Joseph de La Fare-Monclar
- 1723–1748: François-Renaud de Villeneuve
- 1748–1778: Joseph-Robin Morel de Mons
- 1778–1801: Charles de La Font de Savine
- 1801–1822: biskupství zrušeno
- 1823–1825: André Molin
- 1825–1841: Abbon-Pierre-François Bonnel de la Brageresse
- 1841–1857: Joseph Hippolyte Guibert
- 1857–1876: Louis III. Delcusy
- 1876–1923: Joseph-Michel-Frédéric Bonnet
- 1923–1930: Etienne-Joseph II. Hurault
- 1931–1937: Pierre-Marie Durieux
- 1937–1965: Alfred Couderc
- 1965–1992: Jean VII. Hermil
- 1992–1998: Jean VIII. Bonfils
- 1999-2015: François Blondel
- od 2015: Jean-Louis Balsa